# Фотореакція Норріша
Фотореакція Норріша (англ. Norish photoreaction, рос. фотореакция Норриша) — хімічна реакція. Підрозділяється на реакцію Норріша типу 1 і реакцію Норріша типу 2. Названа на честь англійського хіміка, лауреата Нобелівської премії Роналда Норріша.

## Фотореакція Норріша типу 1
Фотореакція Норріша типу 1 — внутрімолекулярний відрив γ-H-атома збудженою карбонільною групою сполуки з утворенням 1,4-бірадикала як первинного фотопродукту.

## Фотореакція Норріша типу 2
Фотореакція Норріша типу 2 — α-розщеплення збудженої карбонільної сполуки, яке веде до ацил-алкільної радикальної пари (з ациклічної карбонільної сполуки) або до ацил-алкільного бірадикала (з циклічної карбонільної сполуки) як первинних фотопродуктів.